# Cseh László (úszó, 1985)

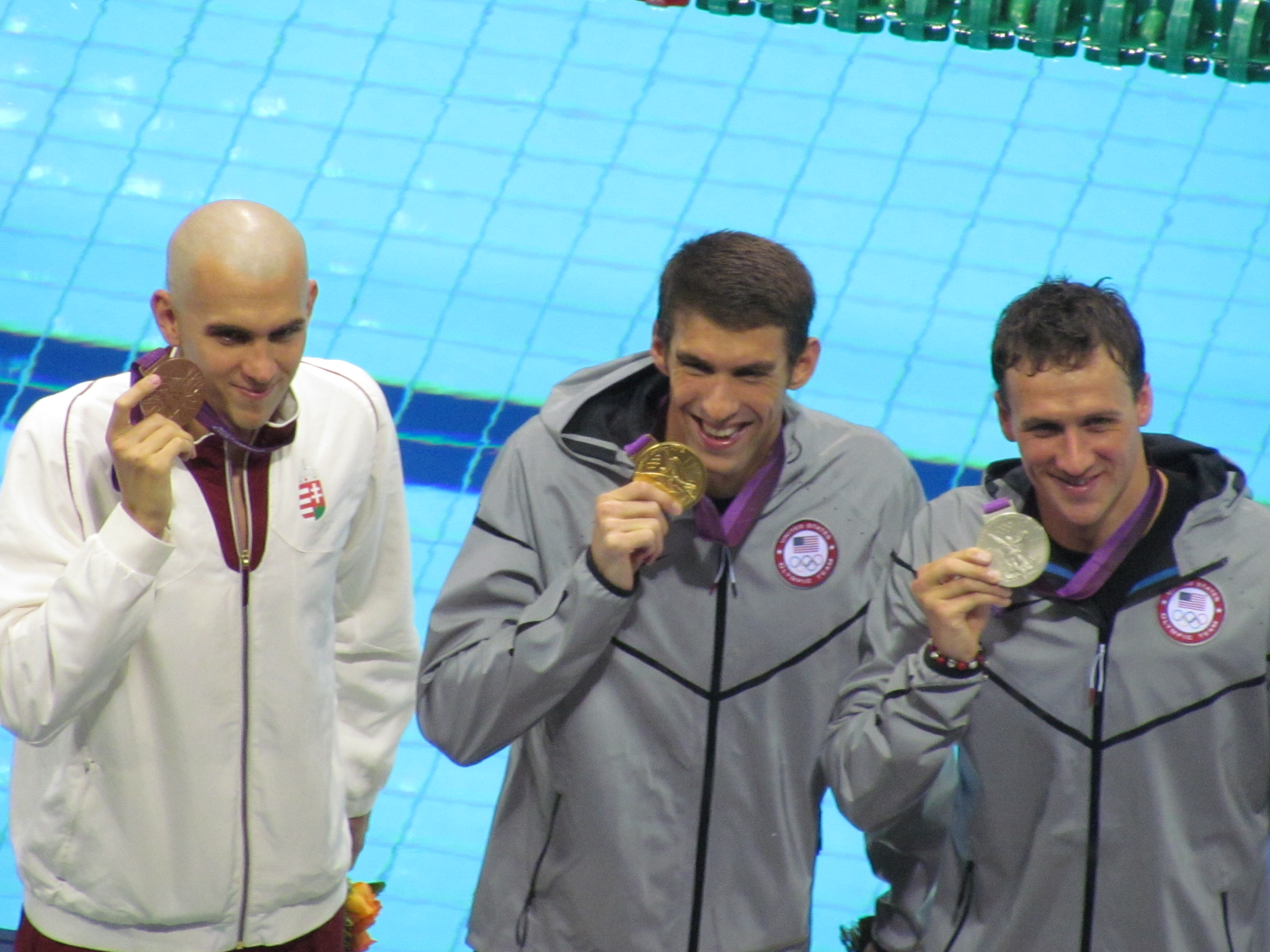
Cseh László, Michael Phelps és Ryan Lochte a férfi 200 méteres vegyesúszás döntője után, a 2012-es londoni olimpián

Cseh László (Budapest, 1985. december 3. –) olimpiai ezüst- és bronzérmes, világ- és Európa-bajnok, 112 alkalommal magyar bajnok úszó. Id. Cseh László úszó fia.

## Sportpályafutása
Budapesten született, a Száva utcai általános iskolába járt, majd a Vörösmarty Gimnáziumban érettségizett. Korábban felmerült, hogy esetleg Amerikában folytatja tanulmányait, de végül maradt Magyarországon. A középiskola elvégzése után a Műszaki Egyetemre jelentkezett, ahol műszaki menedzser szakon tanult.
Édesapja idősebb Cseh László, az 1960-as években kitűnő úszó volt, aki 1967-ben az Ifjúsági Európa-bajnokságon 100 m pillangóúszásban első lett. Részt vett az 1968. és 1972. évi nyári olimpiai játékokon. A család Halászteleken lakik, ahol saját élelmiszerboltjuk van. Édesapja László sportpályafutását egyengette, édesanyja a családi boltot vezeti. Cseh László ennek a településnek a díszpolgára.
Négy és fél éves korában tanult meg úszni, mindjárt a Budapesti Spartacusban kezdett. A család régi barátja, Kiss Miklós tanította meg úszni. A nevelőedző régebben például Egerszegi Krisztina oktatója is volt.
Gyermekkorában kiderült, hogy asztmás. Ezért 11 éves korában a Törökbálinti Tüdőgyógyintézetben kezelték három hétig. Vizsgálatok szerint a tüdővolumene jóval kisebb versenytársainál, emiatt számára még nehezebb az úszás. 2001-ben egy térdsérülés nehezítette pályafutását, ami miatt hónapokig nem tudott edzeni. Hamar behozta a lemaradását, 2002-ben megszületett az első nemzetközi sikere is, a riesai rövid pályás Európa-bajnokságon bronzérmes lett 400 méter vegyesúszásban. Innentől kezdve folyamatosan jó eredményeket ér el, szinte nincs olyan nemzetközi verseny, ahonnan ne éremmel érkezne haza.
2004-ben az athéni olimpiára, mint az egyik fő éremesélyes készült, ám egy baleset keresztülhúzta számítását. Július végén, néhány héttel az olimpia előtt, a balatoni edzőtáborban egy lépcsőn megcsúszott, és eltörte a jobb lábfejét. Emiatt napokig a Sportkórházban feküdt, műtéteket hajtottak rajta végre. Aránylag hamar felépült, de az edzések kimaradása miatt komoly hátrányt szenvedett. Az olimpián állapotához képest így is kitűnő eredményeket ért el, egy bronzéremmel, illetve egy-egy 4., 6. és 7. helyezéssel fejezte be a versenyeket.
Fő száma korábban a hátúszás és a vegyes úszás volt. Újabban a hát- helyett inkább pillangóúszásban indul. Legfőbb versenytársa az amerikai Michael Phelps, aki a korának legeredményesebb vegyes és pillangó úszója volt.
Pályafutása kezdetétől a Spartacus versenyzője, majd az úszószakosztály 2005 eleji kiválása után a Kőbánya SC úszója volt. Edzői Turi György és Nemes Zoltán voltak.
2014 végén edzéseinek irányítását Plagányi Zsolt vette át. A Kőbánya SC-vel lejáró szerződését nem hosszabbította meg, és 2015 januárjában az Egri Uk versenyzője lett.
2015. augusztus 22-én megnősült.
A 2016-os olimpián 100 méteres pillangóúszásban ezüstérmet szerzett, hármas holtversenyben Michael Phelpsszel és Chad le Closszal.
A 2017-es úszó-világbajnokságon Budapesten a 200 méteres pillangóúszásban ezüstérmet szerzett, 100 méteres pillangóúszásban pedig az 5. helyen végzett.
A 2018-as úszó-Európa-bajnokságon Glasgow-ban 100 méteres pillangóúszásban 8. lett. Cseh négy számban indult, de dobogóra nem sikerült állnia, a 2003-as montreáli világbajnokság óta először. Októberben két aranyérmet szerzett az az egyetemi ob-n. Decemberben a BVSC úszója lett.
A 2019-es országos bajnokságon 200 méteres vegyesúszásban szerzett aranyérmet, a 105. pályafutása során. A 2019-es úszó-világbajnokságon 200 méteres pillangóúszásban nem jutott döntőbe, 10. lett, csakúgy, mint 100 méteres pillangóúszásban. 2001 óta a 2019-es volt az első világbajnokság, ahol Cseh nem szerzett érmet. Dél-Koreában a kilencedik világbajnokságán vett részt, ami rekord a sportág történetében.
2020 áprilisában a swimswam internetes szakportál minden idők legjobb úszójának választotta azok közül, akik sohasem nyertek olimpiai aranyérmet.
2021 májusában a budapesti rendezésű Európa-bajnokságon 10. kontinensviadalán lépett rajtkőre, amivel rekordot állított fel a szereplések számát tekintve. 200 méteres vegyesúszásban 4. helyen végzett. A koronavírus-járvány miatt egy évvel elhalasztott, 2021 nyarán megrendezett tokiói olimpián ötödik ötkarikás szereplése alkalmából, egyben pályafutása utolsó versenyén 7. helyen végzett 200 méteres vegyesúszásban. Az olimpia nyitóünnepségén Mohamed Aidával ő volt a magyar küldöttség zászlóvivője.
2021. szeptember 6-án róla nevezték el a törökbálinti uszodát.

## Jelentősebb eredményei
2003
- Barcelona vb – 400 m vegyes – 2. hely (4:10.79)
- Dublin rövid pályás Eb – 400 m vegyes – Európa-bajnok (4:04.10)
- Dublin rövid pályás Eb – 100 m hát – 5. hely (52.39)
- Dublin rövid pályás Eb – 200 m hát – 6. hely (1:53.42)

2004
- Athéni olimpia – 400 m vegyes – 3. hely
- Athéni olimpia – 200 m vegyes – 4. hely
- Athéni olimpia – 100 m hát – 6. hely
- Athéni olimpia – 4×100 m vegyes váltó – 7. hely
- Madrid Eb – 100 m hát – Európa-bajnok
- Madrid Eb – 400 m vegyes – Európa-bajnok
- Madrid Eb – 4×100 m vegyes váltó – 3. hely
- Madrid Eb – 200 m pillangó – 5. hely
- Bécs rövid pályás Eb – 400 m vegyes – Európa-bajnok (4:03.96)
- Bécs rövid pályás Eb – 200 m vegyes – 2. hely (1:55.36)
- Bécs rövid pályás Eb – 100 m hát – 3. hely (52.09)

2005
- Montréal vb – 400 m vegyes – világbajnok (4:09.63)
- Montréal vb – 200 m vegyes – 2. hely (1:57.61)
- Montréal vb – 100 m hát – 3. hely (54.27)
- Trieszt rövid pályás Eb – 100 m hát – Európa-bajnok (51.29)
- Trieszt rövid pályás Eb – 200 m vegyes – Európa-bajnok (1:53.46)
- Trieszt rövid pályás Eb – 400 m vegyes – Európa-bajnok (4:00.37)

2006
- Budapest Eb – 200 m hát – 2. hely (1:56.69)
- Budapest Eb – 200 m vegyes – Európa-bajnok (1:58.17)
- Budapest Eb – 400 m vegyes – Európa-bajnok (4:09.86)
- Helsinki rövid pályás Eb – 200 m vegyes – Európa-bajnok (1:54.43)
- Helsinki rövid pályás Eb – 400 m vegyes – 2. hely (4:03.39)
- Helsinki rövid pályás Eb – 200 m pillangó – 2. hely (1:53.08)

2007
- Melbourne vb – 200 m vegyes – 3. hely (1:56.92)
- Debreceni rövid pályás Eb – 200 m vegyes – Európa-bajnok (1:52.99) – új világcsúcs
- Debreceni rövid pályás Eb – 400 m vegyes – Európa-bajnok (3:59.33) – új világcsúcs
- Debreceni rövid pályás Eb – 200 m pillangó – Európa-bajnok (1:51.55)

2008
- Eindhoven Eb – 200 m vegyes – Európa-bajnok (1:58.02)
- Eindhoven Eb – 400 m vegyes – Európa-bajnok (4:09.59)
- Pekingi olimpia – 400 m vegyes – 2. hely (4:06.16)[21]
- Pekingi olimpia – 200 m pillangó – 2. hely (1:52.70)[22]
- Pekingi olimpia – 200 m vegyes – 2. hely (1:56.52)

(mindhárom idő új Európa-csúcs!)
- Fiumei rövid pályás Eb – 4×50 m vegyes váltó – 11. hely (1:37.38) (A váltó összeállítása: Cseh, Gyurta Dániel, Kovács Norbert, Takács Krisztián)[23]

2009
- 2009. június 7. Zágrábi Arany Medve nemzetközi úszófesztivál 200 m pillangóúszás (1:57:53) 1. hely – medencecsúcs
- 2009. június 13. Mare Nostrum körverseny Monaco 200 m pillangóúszás (1:56.69) 1. hely
- 2009. június 13. Mare Nostrum körverseny Monaco 200 m vegyesúszás (2:00.31) 1. hely
- 2009. július 30. római vb – 200 m vegyes – 2. hely (1:55.24)
- 2009. augusztus 2. római vb – 400 m vegyes – 3. hely (4:07.37)
- 2009. december 11. Isztambul rövid pályás Eb – 400 m vegyes – 1. hely (3:57.27) világcsúcs[24]

2010
- 2010. augusztus 11. budapesti Eb 200 m vegyes – 1. hely
- 2010. augusztus 15. budapesti Eb 400 m vegyes – 1. hely

Továbbá
- Európa-csúcstartó 400 vegyesen (4:06.16)
- Európa-csúcstartó 200 vegyesen (1:55.18)
- Európa-csúcstartó 200 pillangón (1:52.70)
- Rövid pályás Európa- és világcsúcstartó 200 vegyes (1:52.99)
- Rövid pályás Európa- és világcsúcstartó 400 vegyes (3:57.27)
- Ifjúsági Európa-bajnok 400 m vegyes
- Ifjúsági Európa-bajnok 100 m hát
- Ifjúsági Európa-bajnok 200 m hát
- Ifjúsági Európa-bajnok 4×100 m vegyes váltó
- Sokszoros magyar bajnok
- Sokszoros magyar csúcstartó

### Európa-bajnokság
| 50 méteres       | 2002 Berlin | 2004 Madrid | 2006 Budapest | 2008 Eindhoven | 2010 Budapest | 2012 Debrecen | 2014 Berlin | 2016 London | 2018 Glasglow | 2020 Budapest |
| ---------------- | ----------- | ----------- | ------------- | -------------- | ------------- | ------------- | ----------- | ----------- | ------------- | ------------- |
| 200 m gyors      | 18.         |             |               |                |               |               |             |             |               |               |
| 400 m gyors      | 21.         |             |               | 17.            |               |               |             |             | 27.           |               |
| 100 m hát        |             | 1.          | 6.            |                |               |               |             |             |               |               |
| 200 m hát        |             |             | 2.            |                |               |               |             |             |               |               |
| 50 m pillangó    |             |             |               |                |               |               | 15.         | 2.          | 9.            |               |
| 100 m pillangó   |             |             |               |                |               | 2.            | 2.          | 1.          | 8.            |               |
| 200 m pillangó   |             | 5.          |               |                |               | 1.            |             | 1.          | 5.            |               |
| 200 m vegyes     |             |             | 1.            | 1.             | 1.            | 1.            | 1.          |             |               | 4.            |
| 400 m vegyes     | 11.         | 1.          | 1.            | 1.             | 1.            | 1.            |             |             |               |               |
| 4 × 100 m gyors  |             |             |               |                | 6.            | 7.            |             |             |               |               |
| 4 × 200 m gyors  |             |             |               |                |               | 3.            |             |             |               |               |
| 4 × 100 m vegyes |             | 3.          | 5.            |                |               | 3.            | 3.          | 3.          |               |               |

### Magyar bajnokság
| 50 méteres           | 2000 | 2001 | 2002 | 2003 | 2004 | 2005 | 2006 | 2007 | 2008 | 2009 | 2010 | 2011 | 2012 | 2013 | 2014 | 2015 | 2016 | 2017 | 2018 | 2019 | 2021 |
| -------------------- | ---- | ---- | ---- | ---- | ---- | ---- | ---- | ---- | ---- | ---- | ---- | ---- | ---- | ---- | ---- | ---- | ---- | ---- | ---- | ---- | ---- |
| 50 m gyors           |      |      |      |      | 5.   |      | 3.   | 2.   |      |      |      |      |      |      |      |      |      |      |      |      |      |
| 100 m gyors          |      |      |      |      |      |      | 2.   |      |      |      |      |      |      |      |      |      |      |      |      |      |      |
| 200 m gyors          |      |      |      | 2.   |      |      | 1.   | 1.   | 1.   | 1.   |      | 1.   | 3.   | 3.   |      | 2.   | 5.   |      |      |      |      |
| 400 m gyors          |      |      | 4.   |      |      |      |      |      |      |      |      | 2.   |      |      |      |      |      |      |      |      |      |
| 800 m gyors          |      |      |      | 1.   |      |      |      |      |      |      |      |      |      |      |      |      |      |      |      |      |      |
| 1500 m gyors         |      |      | 1.   | 2.   |      |      | 8.   |      |      |      |      |      |      |      |      |      |      |      |      |      |      |
| 100 m mell           |      |      |      |      |      |      |      |      |      |      |      |      |      |      |      | 1.   |      |      |      |      |      |
| 200 m mell           |      |      |      |      | 5.   |      | 3.   |      | 2.   |      |      |      | 2.   |      |      |      |      |      |      |      |      |
| 50 m hát             | 8.   | 3.   | 2.   | 2.   | 1.   | 1.   | 1.   | 1.   | 1.   | 1.   | 1.   | 1.   | 2.   | 2.   | 2.   | 3.   | 2.   | 4.   |      |      |      |
| 100 m hát            | 6.   | 1.   | 1.   | 2.   | 1.   | 1.   | 1.   | 1.   |      | 1.   |      |      |      |      |      | 2.   |      |      |      |      |      |
| 200 m hát            | 4.   |      | 1.   | 2.   | 1.   | 1.   |      | 1.   |      | 2.   |      |      |      |      |      |      |      |      |      |      |      |
| 50 m pillangó        |      |      |      |      | 2.   | 1.   | 1.   | 1.   | 2.   | 1.   | 2.   | 1.   | 1.   | 1.   | 1.   |      | 1.   | 1.   | 1.   | 2.   |      |
| 100 m pillangó       |      |      |      |      |      | 1.   | 1.   | 1.   | 1.   | 1.   | 1.   | 1.   | 1.   | 1.   | 1.   | 1.   | 1.   | 2.   | 2.   | 3.   | 4.   |
| 200 m pillangó       |      |      |      |      | 1.   | 1.   | 1.   | 1.   | 1.   | 2.   | 1.   | 2.   | 2.   | 2.   | 3.   | 2.   | 1.   | 4.   | 3.   | 4.   | 6.   |
| 200 m vegyes         |      |      | 3.   |      | 1.   | 1.   |      | 1.   |      |      | 1.   |      | 1.   | 1.   | 1.   | 1.   | 1.   | 1.   |      | 1.   | 2.   |
| 400 m vegyes         | 5.   |      |      | 1.   |      | 1.   |      | 1.   |      | 1.   | 2.   |      | 1.   |      |      |      |      |      |      |      |      |
| 4 × 100 m gyors      |      |      |      |      |      | 1.   | 1.   | 1.   |      | 1.   | 1.   | 1.   | 1.   | 1.   | 1.   |      | 3.   | 1.   | 2.   |      |      |
| 4 × 200 m gyors      |      |      |      |      |      | 1.   | 1.   | 1.   | 1.   | 1.   | 1.   | 1.   | 1.   | 1.   | 1.   | 2.   | 2.   | 1.   | 1.   | 1.   |      |
| 4 × 100 m vegyes     | 2.   | 2.   | 1.   | 1.   | 1.   | 1.   | 1.   | 1.   | 1.   | 1.   | 1.   | 1.   | 1.   | 1.   |      | 3.   | 2.   | 2.   | 1.   | 1.   | 1.   |
| 4 × 100 m gyors mix  |      |      |      |      |      |      |      |      |      |      |      |      |      |      |      |      | 5.   |      |      |      |      |
| 4 × 100 m vegyes mix |      |      |      |      |      |      |      |      |      |      |      |      |      |      |      |      | 3.   |      |      | 2.   | 1.   |

2020-ban visszalépett a döntőktől.

## Rekordjai
| 200 m gyors - 1:48,89 (2007. március 26., Melbourne) országos csúcs - 1:48,75 (2008. március 23., Eindhoven) országos csúcs - 1:48,02 (2008. július 9., Budapest) országos csúcs - 1:47,12 (2009. június 25., Eger) országos csúcs - 1:45,78 (2009. július 31., Róma) országos csúcs 50 m hát - 25,68 (2005. június 23., Budapest) országos csúcs - 25,60 (2006. március 23., Budapest) országos csúcs - 25,56 (2006. június 24., Monte Carlo) országos csúcs - 25,39 (2008. július 9., Budapest) országos csúcs 100 m hát - 54,95 (2003. július 22., Barcelona) országos csúcsbeállítás - 54,80 (2004. augusztus 15., Athén) országos csúcs - 54,61 (2004. augusztus 16., Athén) országos csúcs - 54,52 (2005. július 25., Montréal) országos csúcs - 54,27 (2005. július 26., Montréal) országos csúcs - 54,21 (2009. március 28., Budapest) országos csúcs - 53,88 (2009. június 28., Eger) országos csúcs - 53,78 (2012. augusztus 3., London) országos csúcs - 53,40 (2012. augusztus 4., London) országos csúcs 200 m hát - 1:58,99 (2003. augusztus 1., Glasgow) országos csúcs - 1:58,72 (2004. július 11., Budapest) országos csúcs - 1:58,54 (2005. június 26., Budapest) országos csúcs - 1:57,76 (2006. augusztus 4., Budapest) országos csúcs - 1:56,69 (2006. augusztus 5., Budapest) országos csúcs 50 m pillangó - 23,57 (2009. június 28., Eger) országos csúcs - 23,50 (2015. április 2., Eindhoven) országos csúcs - 23,32 (2015. augusztus 2., Kazany) országos csúcs - 23,06 (2015. augusztus 2., Kazany) országos csúcs 100 m pillangó - 52,62 (2008. július 10., Budapest) országos csúcs - 52,49 (2009. június 26., Eger) országos csúcs - 51,98 (2010. június 24., Debrecen) országos csúcs - 51,95 (2012. május 25., Debrecen) országos csúcs - 51,77 (2012. május 26., Debrecen) országos csúcs - 51,61 (2013. augusztus 2., Barcelona) országos csúcs - 51,45 (2013. augusztus 3., Barcelona) országos csúcs - 50,91 (2015. augusztus 7., Kazany) országos csúcs - 50,87 (2015. augusztus 8., Kazany) országos csúcs - 50,86 (2016. május 21., London) országos csúcs 200 m pillangó - 1:57,80 (2004. április 11., Budapest) országos csúcs - 1:57,13 (2007. július 28., Budapest) országos csúcs - 1:56,56 (2008. július 10., Budapest) országos csúcs - 1:54,48 (2008. augusztus 11., Peking) országos csúcs - 1:54,35 (2008. augusztus 12., Peking) országos csúcs - 1:52,70 (2008. augusztus 13., Peking) Európa-csúcs 200 m vegyes - 1:58,84 (2004. augusztus 19., Athén) országos csúcs - 1:57,61 (2005. július 28., Montréal) Európa-csúcs - 1:56,92 (2007. március 29., Melbourne) Európa-csúcs - 1:56,52 (2008. augusztus 15., Peking) Európa-csúcs - 1:56,34 (2009. július 29., Róma) Európa-csúcs - 1:55,18 (2009. július 29., Róma) Európa-csúcs 400 m vegyes - 4:20,41 (2002. június 6., Székesfehérvár) országos ifjúsági csúcs - 4:20,24 (2002. július 11., Linz) országos ifjúsági csúcs - 4:10,79 (2003. július 27., Barcelona) Európa-csúcs - 4:10,10 (2005. június 7., Canet-en-Roussillon) Európa-csúcs - 4:09,63 (2005. július 31., Montréal) Európa-csúcs - 4:09,59 (2008. március 24., Eindhoven) Európa-csúcs - 4:07,96 (2008. június 14., Canet-en-Roussillon) Európa-csúcs - 4:06,16 (2008. augusztus 10., Peking) Európa-csúcs | 200 m gyors, rövidpálya - 1:43,01 (2009. december 13., Isztambul) országos csúcs - 1:41,64 (2009. december 13., Isztambul) országos csúcs 400 m gyors, rövidpálya - 3:44,19 (2005. november 13., Hódmezővásárhely) országos csúcs - 3:40,69 (2007. november 16., Debrecen) országos csúcs 50 m hát, rövidpálya - 24,55 (2007. november 16., Debrecen) országos csúcs - 24,31 (2009. november 13., Százhalombatta) országos csúcs - 23,82 (2013. december 13., Herning) országos csúcs 100 m hát, rövidpálya - 52,09 (2004. december 12., Bécs) országos csúcs - 52,04 (2005. december 10., Trieszt) országos csúcs - 51,72 (2005. december 10., Trieszt) országos csúcs - 51,29 (2005. december 11., Trieszt) országos csúcs 200 m hát, rövidpálya - 1:53,42 (2003. december 11., Dublin) országos csúcs 50 m pillangó, rövidpálya - 23,29 (2009. november 14., Százhalombatta) országos csúcs - 23,26 (2015. november 13., Százhalombatta) országos csúcs - 23,08 (2015. december 5., Netánja) országos csúcs - 22,88 (2017. december 16., Koppenhága) 100 m pillangó, rövidpálya - 51,51 (2010. december 15., Dubaj) országos csúcs - 51,29 (2010. december 15., Dubaj) országos csúcs - 50,86 (2012. december 12., Isztambul) országos csúcs - 50,72 (2012. december 12., Isztambul) országos csúcs - 49,93 (2015. december 2., Netánja) országos csúcs - 49,33 (2015. december 3., Netánja) országos csúcs 200 m pillangó, rövidpálya - 1:55,03 (2006. november 18., Zágráb) országos csúcs - 1:53,08 (2006. november 9., Helsinki) országos csúcs - 1:51,55 (2007. december 15., Debrecen) országos csúcs - 1:50,87 (2011. december 10., Szczecin) országos csúcs - 1:49,00 (2015. december 6., Netánja) Európa-csúcs 100 m vegyes, rövidpálya - 54,41 (2006. augusztus 31., Hamburg) országos csúcs - 53,58 (2009. november 14., Százhalombatta) országos csúcs - 53,11 (2012. október 20., Berlin) országos csúcs 200 m vegyes, rövidpálya - 1:53,46 (2005. december 8., Trieszt) világcsúcs - 1:52,99 (2007. december 13., Debrecen) világcsúcs - 1:52,85 (2009. november 13., Százhalombatta) Európa-csúcs - 1:52,74 (2012. november 22., Chartres) országos csúcs - 1:51,36 (2015. december 4., Netánja) Európa-csúcs 400 m vegyes, rövidpálya - 4:10,56 (2002. december 13., Riesa) országos csúcs - 4:08,96 (2002. december 13., Riesa) országos csúcs - 4:07,34 (2003. december 12., Dublin) országos csúcs - 4:04,10 (2003. december 12., Dublin) Európa-csúcs - 4:03,96 (2004. december 10., Bécs) Európa-csúcs - 4:00,37 (2005. december 9., Trieszt) világcsúcs - 3:59,33 (2007. december 14., Debrecen) világcsúcs - 3:57,27 (2009. december 11., Isztambul) világcsúcs |

## Díjai, elismerései
- Év magyar sportolója (férfiak kategória) 2. hely (2003, 2005, 2008[55])
- Az év utánpótláskorú sportolója (2003) (a Nemzeti Sportszövetség díja)
- Az év magyar férfi úszója (2003, 2005, 2006, 2007, 2008, 2010, 2014, 2015, 2016, 2017[56])
- Magyar Köztársasági Arany Érdemkereszt (2004)
- A Swimming World magazin az év európai férfi úszójának választotta (2005)
- Az év magyar sportolója (2005) (a Nemzeti Sportszövetség díja)
- Budapestért díj (2006)[57]
- Az év magyar sportolója (férfiak kategória) (2006, 2015) (a sportújságírók szavazata alapján)
- Junior Prima díj (2007)
- A Magyar Köztársasági Érdemrend tisztikeresztje (2008)[58]
- Balatonalmádi díszpolgára (2008)
- LEN: Európa 2. legjobb úszója (2008,[59] 2009)
- Nemzeti Sportszövetség: az év magyar sportolója 2. hely (2008)
- Prima Primissima díj (2009)
- Év magyar sportolója (férfiak kategória) 3. hely (2010)
- Kőbánya díszpolgára (2011)
- A Magyar Érdemrend középkeresztje (2012)
- Év magyar egyetemi sportolója (2015)[60]
- Magyar Örökség díj (2015)
- Az év európai úszója (LEN) (2015[61])
- Eger díszpolgára (2016)[62]
- A Magyar Érdemrend középkeresztje a csillaggal (2016)[63]
- Pest megye díszpolgára (2017)[64]
- A magyar úszósport halhatatlanja (2024)[65]

## Sportvezetőként
2012-2017 között a Magyar Úszó Szövetség elnökségi tagja volt. 2013 januárjától a Magyar Úszó Szövetség sportolói bizottságának vezetője volt.

## Érdekességek
- Fontosabb versenyek előtt, a bajnokság előtti napon teljesen leborotváltatja a haját, és teljesen kopaszon jelenik meg a rajtkövön.
- Hobbijai: fényképezés,[69] DVD film nézés, számítógépezés.
- Sportoló példaképe Darnyi Tamás.